# Wolmirsleben
Wolmirsleben es un municipio situado en el distrito de Salzland, en el estado federado de Sajonia-Anhalt (Alemania), a una altitud de 77 metros. Su población a finales de 2015 era de unos 1350 habitantes y su densidad poblacional, 80 hab/km².